# Бузулукский бор
Бузулу́кский бор — национальный парк в Самарской и Оренбургской областях России. Площадь парка — 1067,88 км².

## Описание
Расположен на территории Борского, Богатовского, Нефтегорского районов Самарской области, Бузулукского и Бугурусланского районов Оренбургской области. В состав национального парка входят 12 лесничеств: Петровское, Богатовское, Борское, Красно-Зорькинское, Скобелевское, Боровое, Партизанское, Колтубановское, Широковское, Комсомольское, Державинское, Челюскинское.
По юго-западной части парка проходит железная дорога Кинель — Оренбург, имеется ряд шоссейных дорог. На юге — посёлок Колтубановский, где находится контора национального парка и музей.
Климат континентальный, среднегодовая температура воздуха составляет +3,7 °C, средняя температура января — −13,9 °C, июля — +20,5 °C.

### Бузулукский сосновый бор
Одним из наиболее известных и значимых объектов охраны парка является входящий в его состав одноименный островной массив соснового (преимущественно) леса среди степей Заволжья и Предуралья, на границе областей, площадью около 60 тысяч гектаров. Этот участок расположен в 15 км к северу от города Бузулук в обширной и глубокой (100—150 метров) приречной котловине реки Боровки. В Бузулукском бору река Черталык впадает в Боровку.
Бузулукский сосновый бор ведёт свою историю с послеледникового периода; возраст его насчитывает 10 тысяч лет.
Четвертичные отложения Бузулукского бора представлены песками, мощность которых местами достигает 90 метров. Более двух третей массива занято сосновыми лесами. Среди них наиболее типичны мшистые, сложные и травяные боры. Достопримечательностью бора являются три сосны в возрасте 300—350 лет. Бор почти со всех сторон окаймлён полосой лиственного леса, граничащего со степью. Полоса лиственных лесов — дубняков, тополёвников и ольшаников — протянулась вдоль течения реки Боровки, отдельные участки осинников и березняков рассеяны по всему бору.

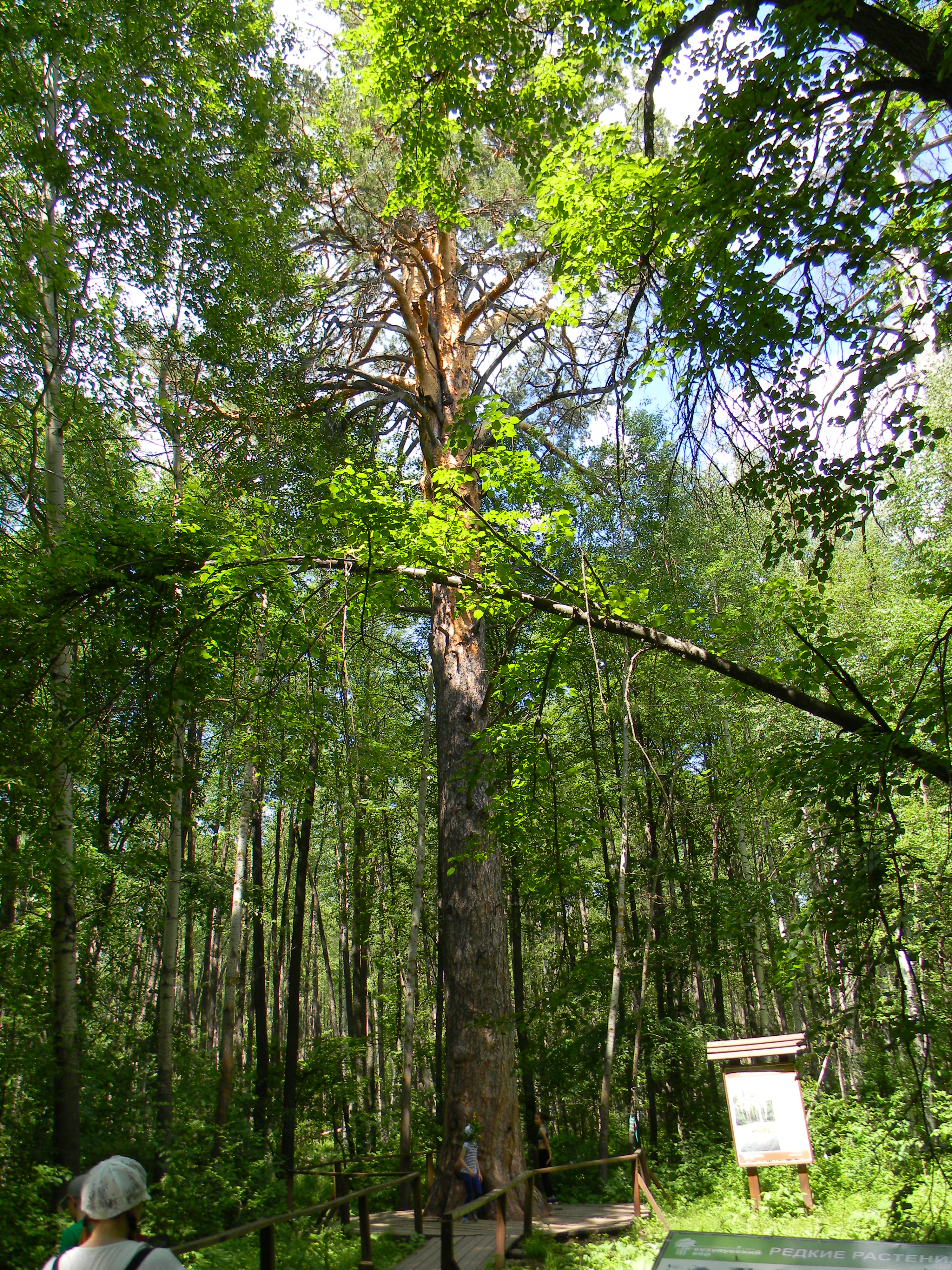
350-летняя сосна

В Бузулукском бору встречается 55 видов млекопитающих, 180 видов птиц, 8 видов пресмыкающихся, 6 видов земноводных, 30 видов рыб и около 1500 видов насекомых. Обитают лось, косуля, кабан, барсук, куница, рысь, белка обыкновенная, бобр; из птиц обычны беркут, могильник, тетерев, глухарь.

## Охранный статус
Регулярное лесопользование в бору ведётся с конца XVIII века. В 1903 году в бору было создано Боровое опытное лесничество, при котором ныне функционирует дендросад. Часть территории лесного массива с 1977 года имеет статус особо ценного лесного массива. С 1933 по 1948 год на части бора существовал государственный заповедник. В мае 1939 года площадь заповедника была существенно увеличена.
В дальнейшем на территории бора действовал государственный заказник. 9 января 2008 года на основании распоряжения Правительства РФ от 2 июня 2007 г. № 709-р «Об учреждении национального парка „Бузулукский бор“» Бузулукский бор получил статус федерального государственного учреждения, национального парка и был передан в ведение Росприроднадзора.

## Факторы, влияющие на состояние биоценозов
В посёлке Партизанский и в Колтубановском расположены базы отдыха.
20 июня 2013 года на территории бора произошёл крупный лесной пожар, пострадало 90,1 га леса, были эвакуированы 200 жителей посёлка Лесной. Ущерб составил 1,16 млрд руб.
В августе 2021 года произошёл крупный пожар, пострадало 700 га, в основном сосновые культуры.

### Нефтедобыча в районе бора
На территории Бузулукского бора имеется несколько небольших нефтяных месторождений, запасы нефти в которых оцениваются от 40 до 80 млн тонн. В 1950-х годах на территории бора начались геологоразведочные работы, но в 1971 году после серьёзной аварии они были полностью свёрнуты.
С тех времён на территории бора сохранились 162 нефтяные скважины, часть из них требует повторной консервации в связи с негерметичностью. В ноябре 2014 года в прессе появились сведения о том, что государство собирается передать часть скважин нефтяным компаниям для проведения добычи нефти.
18 марта 2015 года Минприроды РФ, по поручению вице-премьера Аркадия Дворковича, несмотря на возражения ряда оппозиционных оренбургских депутатов и общественности, провело конкурс на право нефтедобычи в Бузулукском бору. Лицензия по результатам конкурса досталась ЗАО «Антипинский НПЗ». По утверждению представителей Минприроды, разведка и добыча нефти будет проводиться вне границ национального парка.

## Фильмы «Бузулукский бор»
В 1988 году студия Леннаучфильм выпустила короткометражную документальную ленту «Бузулукский бор» (режиссёр А. Мартыненко).
В 2015 году предприниматель и общественник Сергей Сотников приступил к съёмкам документального фильма, посвящённого проблеме добычи нефти в Бузулукском бору. Съёмки финансировались из личных средств автора и сборов краудфандинговой кампании. Одним из ключевых экспертов в фильме выступил академик РАН, директор Уральского Института степи Александр Чибилёв. Фильм вышел в марте 2018 года и позиционировался автором как обращение к будущему президенту России. В 2019 году за этот фильм Сергей Сотников был награждён «Хрустальным компасом» Русского географического общества в номинации «Гражданская позиция» .